# Hans Joachim Langmann

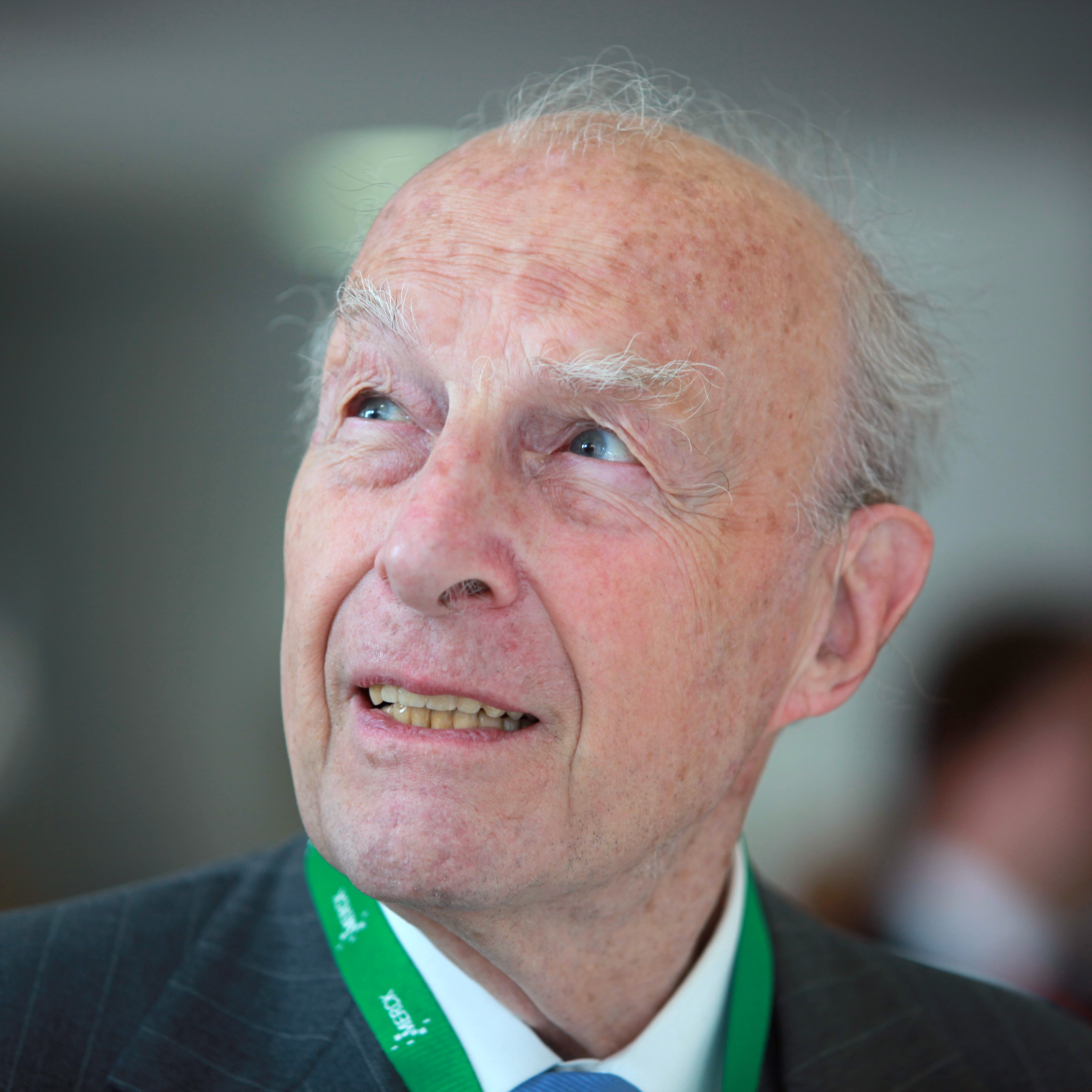
Hans Joachim Langmann (2010)

Hans Joachim Langmann (* 5. Oktober 1924 in Groß Upahl; † 6. Februar 2021 in Seeheim-Jugenheim) war ein deutscher Unternehmer und Vorsitzender des Bundesverbandes der Deutschen Industrie (BDI).

## Leben
Langmann wurde als Sohn eines Diplomaten in Groß Upahl bei Güstrow geboren und verbrachte viele Jahre seiner Jugend in Mittel- und Südamerika. Während des Zweiten Weltkriegs diente er in der Wehrmacht und kam in Kriegsgefangenschaft. Wieder aus der Gefangenschaft entlassen arbeitete er zunächst für zwei Jahre als Angestellter in einem Ingenieurbüro. Für die zur Eigentümerfamilie Merck gehörende Volkswirtin Marlis Groos wurde ein Sprachtrainer für Spanisch gesucht. Über die Tochter des Gärtners kam man auf Langmann als Sprachlehrer. Zwischen Groos und Langmann entwickelte sich eine Beziehung, die 1961 zur Heirat der beiden führte.
Langmann begann 1948 an der Georg-August-Universität Göttingen ein Physikstudium. Mit einer Doktorarbeit zur Erzeugung von Röntgenstrahlen unter der Leitung von Otto Haxel wurde er 1956 von der Ruprecht-Karls-Universität Heidelberg zum Dr. rer. nat. promoviert. Bis 1961 arbeitete er als Assistent am Physikalischen Institut der Universität Heidelberg. Teilweise parallel dazu war er von 1956 bis 1965 wissenschaftlicher Mitarbeiter am Kernforschungszentrum Karlsruhe. Ab 1961 war Langmann zudem in verschiedenen Funktionen bei Merck tätig. 1964 kam er dann als persönlich haftender Gesellschafter in die Geschäftsleitung des Unternehmens. 1970 wurde Langmann Vorsitzender der Geschäftsführung. Der Umsatz des Unternehmens lag damals bei 700 Millionen DM. Als er 2000 das Amt niederlegte und in den Ruhestand ging, betrug der Umsatz 6,74 Milliarden €. Die Mitarbeiterzahl stieg im gleichen Zeitraum von 12.000 auf über 33.000 an. Danach wurde Langmann Vorsitzender der Geschäftsleitung der damaligen E. Merck OHG, die den Kapitalanteil der Eigentümerfamilie in der Merck KGaA (etwa 70 Prozent) vertritt. Ende 2004 trat er aus diesem Gremium zurück. 1995 initiierte Langmann den Börsengang der Merck KGaA. Vom 1. Januar 1985 bis 31. Dezember 1986 war er als Nachfolger von Rolf Rodenstock Vorsitzender des Bundesverbandes der Deutschen Industrie (BDI). Von 1975 bis 1976 war er Vorsitzender des Verbands der Chemischen Industrie.
Zeitweise wurde Langmann zu den reichsten Deutschen gezählt, was sich aber dadurch relativierte, dass die gesamte Eigentümerfamilie Merck aus etwa 125 Personen besteht. Er war Mitglied des Verwaltungsrates der IMPAQ Deutschland und Teilhaber am Unternehmen. Seit 2008 war Langmann Teilhaber des Bankhauses Hauck & Aufhäuser. Von Juni 2015 bis Juli 2018 spendete er der CDU insgesamt 800.000 Euro.
2006 und 2012 spendete Langmann dem KIT-Freundeskreis und Fördergesellschaft des Karlsruher Instituts für Technologie insgesamt eine Million Euro zur Finanzierung des Otto-Haxel-Preises für Innovation am KIT und der Otto-Haxel-Auszeichnung für Physik, eines Preises für die besten Physik-Dissertationen an den Universitäten Göttingen und Heidelberg und dem KIT Karlsruhe, den Wirkungsstätten Haxels.

## Privates
Langmann war seit 1952 mit Marlis, geb. Groos (1921–2021), verheiratet und hatte drei Töchter. Er wohnte zuletzt in Seeheim-Jugenheim. Anfang Februar 2021 starb er im Alter von 96 Jahren.

## Ehrungen und Auszeichnungen
Langmann erhielt unter anderem den Verdienstorden der Bundesrepublik Deutschland (Verdienstkreuz 1. Klasse (1981); Großes Verdienstkreuz (1985); Großes Verdienstkreuz mit Stern (1987)), den Hessischen Verdienstorden (1990) und die Wilhelm-Leuschner-Medaille (2006). Im Mai 2007 wurde er in die Hall of Fame des manager magazins aufgenommen.